# Tatera indica
El jerbillo de la India (Tatera indica) es una especie de roedor miomorfo de la familia Muridae. Es la única especie del género Tatera.

## Distribución
Se encuentra en Afganistán, India, Irán, Irak, Kuwait, Nepal, Pakistán, Sri Lanka y Siria.